# 薩伊勒
薩伊勒（英語：Sa'ilele）是位於美屬薩摩亞圖圖伊拉島東區北岸的一座村莊。村莊東邊的一條小道上有一個墓地，埋葬著一些阿里（高級酋長）。
2002年，薩伊勒的最高酋長馬圖亞·托吉奧拉·塔拉萊萊·圖拉福諾 (Togiola Talalelei A. Tulafono ) 出任美屬薩摩亞總督。
根據2010年美國人口普查的數據顯示，居住於薩伊勒的總人口數量為75人。